# F. C. Verbroedering Dender E.H.
Football Club Verbroedering Dender Eendracht Hekelgem é um clube profissional de futebol da Bélgica, sediado na cidade de Denderleeuw. Atualmente jogando a Segunda Divisão do Campeonato Belga de Futebol (Challenger Pro League).
Surgiu em 2005 após a fusão de 2 clubes (Denderleeuw e Verbroedering Denderhoutem).

## História
O Football Club Denderleeuw foi fundado em 1952, sendo registrado apenas em 1953; disputou as divisões amadoras belgas (4ª divisão A, B, C e D) até ser promovido a 3ª Divisão, a mais fraca das ligas profissionais do país.
Foi promovido nos play-offs da 3ª Divisão A em 1996 à Segunda Divisão; no final da temporada 2001–2002 o clube fundiu-se com o F.C. Eendracht Hekelgem, fundando o F.C. Denderleeuw E.H., com o objetivo de fortalecer o clube para conseguir a promoção para a 1ª divisão; ocorreu exatamente o inverso, e o novo clube acabou rebaixado à 3ª divisão novamente.
Na disputa da 3ª Divisão novamente, o agora F.C. Denderleeuw E.H. fundiu-se com o Verbroedering Denderhoutem, que sempre disputara a 3ª divisão, em meados de 2005.
Assim surgiu o FCV Dender EH, que disputou e venceu a 3ª Divisão Belga de futebol de 2005–06 e também foi campeão da 2ª Divisão Belga de Futebol de 2006–07, sendo promovido para a 1ª Divisão (Jupiler League) de 2007–08. Rebaixado na temporada seguinte, disputou ainda a terceira divisão belga até 2021–22, quando garantiu o acesso de volta à Challenger Pro League.

## Elenco atual
Atualizado em 6 de setembro de 2023.
Nota: Bandeiras indicam equipe nacional, conforme definido pelas regras de elegibilidade da FIFA. Os jogadores podem ter mais de uma nacionalidade não-FIFA.
| N.º |            | Posição | Jogador              |
| --- | ---------- | ------- | -------------------- |
| 1   | Bélgica    | G       | Xavier Gies          |
| 3   | Bélgica    | D       | Joedrick Pupe        |
| 4   | Bélgica    | D       | Kjetil Borry         |
| 5   | Bélgica    | D       | Dylan Ragolle        |
| 6   | Inglaterra | M       | Jonny Rowell         |
| 7   | Bélgica    | A       | Ridwane M'Barki      |
| 8   | Bélgica    | M       | Jasper Van Oudenhove |
| 9   | Bélgica    | A       | Michaël Lallemand    |
| 10  | Bélgica    | M       | Lennard Hens         |
| 11  | Eslovénia  | A       | Nicolas Rajsel       |
| 12  | Bélgica    | M       | Antoine De Bodt      |
| 13  | Bélgica    | G       | Julien Devriendt     |
| 14  | Bélgica    | A       | Olivier Myny         |

| N.º |         | Posição | Jogador                                  |
| --- | ------- | ------- | ---------------------------------------- |
| 16  | Bélgica | M       | Kéres Masangu                            |
| 18  | Bélgica | M       | Nathan Rodes                             |
| 19  | Turquia | A       | Ali Akman                                |
| 20  | Bélgica | D       | Ibrahima Sory Sankhon                    |
| 21  | Bélgica | D       | Kobe Cools                               |
| 22  | Bélgica | D       | Gilles Ruyssen                           |
| 25  | Bélgica | M       | Kenneth Houdret                          |
| 26  | Japão   | G       | Kosei Tani (emprestado pelo Gamba Osaka) |
| 28  | Bélgica | D       | Stefano Marzo                            |
| 77  | Bélgica | A       | Bruny Nsimba                             |
| 85  | Bélgica | D       | Arnaud Dony (emprestado pelo Union SG)   |
| 88  | Bélgica | D       | Fabio Ferraro                            |
| 98  | Bélgica | A       | Jordy Soladio                            |

## Títulos
- 2ª Divisão Belga - 2006–07
- 3ª Divisão Belga - 2005–06